# 328大戰
328大戰，又称光步大戰。是華語圈對於兩位日本女性流行歌手濱崎步及宇多田光於2001年3月28日同日發行的專輯《A BEST》、《Distance》在音樂排行榜上銷售量競爭對決的稱呼。此場銷售大戰以濱崎步在年榜及周榜上均落敗作結。

## 起源
1990年代末期的J-POP，正值小室家族的衰敗及樂團時代的結束，取而代之的是被譽為日本新一代流行教主的濱崎步及以R&B風格為主的宇多田光，兩位女歌手皆在1998年出道。濱崎步在兩年內出的三張專輯皆破百萬，其中兩張更達到200萬張；而宇多田光的出道單曲賣破200萬張，成為日本個人女歌手裡第二個達成200萬單曲銷量的成績，首張專輯《First Love》更一舉賣了765萬張，打破日本紀錄。在當年兩人唱片銷量的盛況已形成統治日本流行樂壇的狀態，被日本媒體形容為歌姬時代。在此背景下，2001年宇多田光宣布第二張專輯《Distance》於3月28日發售，不久後濱崎步所屬的唱片公司avex也宣佈將濱崎步的第一張精選輯《A BEST》推遲至3月28日發售。由於兩人從未在同一天同時發售唱片，加上兩人同為當年君臨J-POP的歌手，因此此次對決在日本掀起輿論極大的關注及討論，被形容為「歌姬對決」，有媒體形容針對性如此明顯，強度如此大的對決，不只日本，放眼全世界的樂壇都是極其罕見的。

## 對決盛況
據Oricon公司高層形容在當年雙方不論是人氣、經紀公司所砸下宣傳的預算規模都是史上最高的。當時的澀谷街頭完全被兩張專輯的封面照給攻陷，唱片行中已經貼滿形成強烈對比的黑灰色與綠色宣傳海報，TOWER RECORDS店員形容，當年買這兩張唱片的結帳人潮足以繞店一圈，甚至有許多唱片行在當時多開闢了以這兩張唱片為主的結帳區。發行前雙方皆大量的放送廣告以及音樂錄影帶，距離發行的前五日，avex甚至以不同的七個廣告開始依序強打，並且倒數3月28日的「銷售戰」，廣告結尾中的「avex trax」商標亦被改成「A BEST」加強印象。

## 銷售成績
328當日最驚人的歷史成績，由ORICON統計濱崎步的《A BEST》發售首日一天就賣了161萬張，而宇多田光的「Distance」則賣出了163萬張，兩人合起來等於日本人光這一天就買下了324萬張專輯，創造了日本樂壇歷史紀錄。
第一周銷售結果，《Distance》以初動（首週銷量）300萬張打破日本最高的初動記錄，也成為世界音樂史上首周銷售量最高的專輯，《A BEST》以287萬張次之，也成為世界音樂史上首周銷售量次高的專輯，後幾十周的互相拉鋸，最終《Distance》及《A BEST》以447萬張及429萬張雙雙躋身Oricon公信榜十大銷售專輯第4名及第6名。